# Sirindhorna khoratensis
Sirindhorna khoratensis es la única especie conocida del género extinto Sirindhorna de dinosaurio ornitópodo hadrosauroideo, que vivó a mediados del período Cretácico, entre 125 y 112 millones de años, durante el Aptiense, en lo que es hoy Asia. Sus restos se encontraron en depósitos que datan del Cretácico Inferior en el noreste de la actual Tailandia.

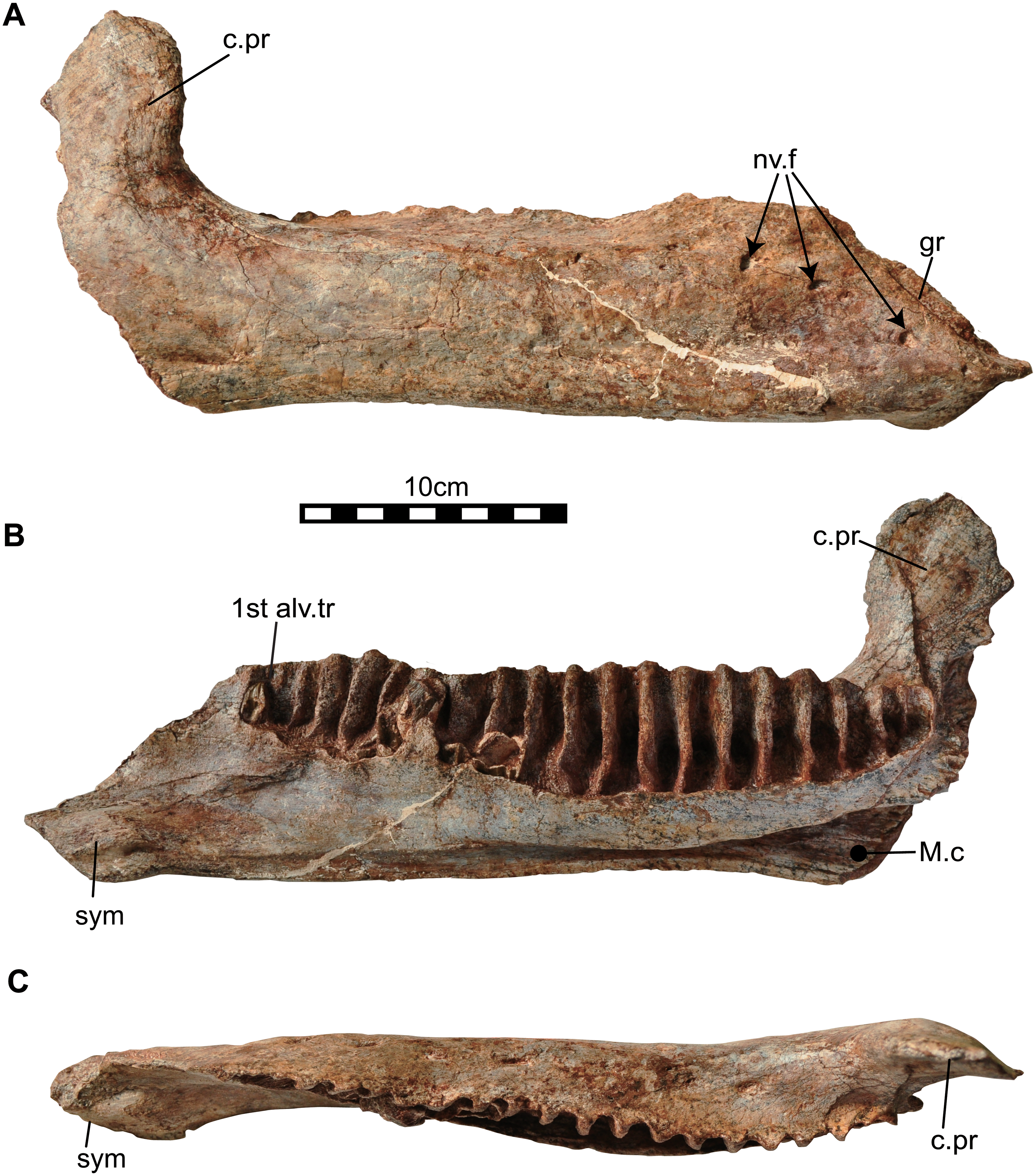
Dentario derecho.

Sirindhorna es conocido a partir del espécimen holotipo NRRU3001-166, un neurocráneo articulado. Fue recolectado en el sitio Ban Saphan Hin site, en el subdistrito de Suranaree, en la provincia de Nakhon Ratchasima, en sedimentos de la Formación Khok Kruat, que han sido datados en la época del Aptiense a finales del Cretácico Inferior, hace unos 125-112 millones de años.
Sirindhorna fue nombrado originalmente por Masateru Shibata, Pratueng Jintasakul, Yoichi Azuma y Hai-Lu You en 2015. La especie tipo y única conocida es Sirindhorna khoratensis. El nombre del género está dedicado a la princesa Maha Chakri Sirindhorn por su contribución al apoyo y el fomento de la paleontología en Tailandia. El nombre de la especie se deriva de Khorat, el nombre informal de la provincia de Nakhon Ratchasima.
En 2007, el Museo de Dinosaurios de la Prefectura de Fukui (FPDM) se acercó al Instituto de Investigación de Recursos Minerales y Maderas Petrificadas del Noreste, la Universidad Nakhon Ratchasima Rajabhat (NRRU) y el Museo de Fósiles de Khorat para lograr una colaboración. La motivación para tal esfuerzo fue la edad similar de las rocas en el subdistrito de Suranaree, provincia de Nakhon Ratchasima, Tailandia y Katsuayama, prefectura de Fukui, Japón. Se conocen dinosaurios similares de las formaciones de ambos lugares, por lo que los investigadores querían colaborar en la investigación para poder comparar más profundamente la prehistoria de ambos países. La colaboración fue aprobada como el Proyecto de Dinosaurios de Japón-Tailandia (JTDP), y esto contribuyó a la base de la fundación de la Asociación de Dinosaurios de Asia en 2013, momento en el que se habían encontrado más de 30.000 fósiles gracias al esfuerzo conjunto.
Los fósiles de Sirindhorna se recolectaron como parte del JTDP, en el sitio Ban Saphan Hin de la Formación Khok Kruat, la datación de la formación es incierta, ya que los fósiles índice han demostrado ser raros, pero se cree que data en su mayoría de la etapa Aptiense de finales del Período Cretácico inferior, hace entre 125 y 112 millones de años. La formación no suele aflorar en la provincia de Nakhon Ratchasima, donde las características geológicas están cubiertas por una fina capa de suelo rojo, una la leyenda local afirma que este color proviene de la sangre de los dinosaurios. El lecho rocoso del Cretácico temprano en Suranaree generalmente se encuentra alrededor de un metro por debajo del nivel del suelo.  La localidad del lecho de huesos de Sirindhorna se usa generalmente para el cultivo de maíz y tapioca. Al excavar para hacer un embalse, los agricultores se toparon con fósiles de dinosaurios. Los investigadores volvieron a identificar la ubicación del lecho óseo y recopilaron información sobre la tafonomía y otros fósiles encontrados allí, pertenecientes a varios vertebrados, pero no a plantas o invertebrados. La agricultura no se llevó a cabo mientras se llevó a cabo la excavación de fósiles.
Descrito en 2015 por los paleontólogos tailandeses Masateru Shibata, Pratueng Jintasakul, Yoichi Azuma y Hai-Lu You, Sirindhorna fue uno de los dieciocho taxones de dinosaurios del año que se describieron en una revista de acceso abierto o libre. Es la tercera especie de iguanodontido que se encuentra en Tailandia, después de Siamodon y Ratchasimasaurus, ambos conocidos por material más pobre, y el primer ornitópodo del sudeste asiático que tiene un cráneo bien conservado. El tipo y única especie del género es Sirindhorna khoratensis. El taxón se conoce a partir del espécimen holotipo NRRU3001-166, un cráneo articulado , así como varios especímenes referidos desarticulados. El material conocido de estos especímenes referidos consta de tres cráneos parciales más, uno con un postorbitario articulado, un premaxilar derecho, un maxilar izquierdo y derecho, un yugal derecho, surangular y cuadrado, un predentario, un dentario derecho e izquierdo y varios diente.